# Acer capillipes
Acer capillipes är en kinesträdsväxtart som beskrevs av Carl Maximowicz och Friedrich Anton Wilhelm Miquel. Acer capillipes ingår i släktet lönnar, och familjen kinesträdsväxter. Inga underarter finns listade i Catalogue of Life.